# 銲料

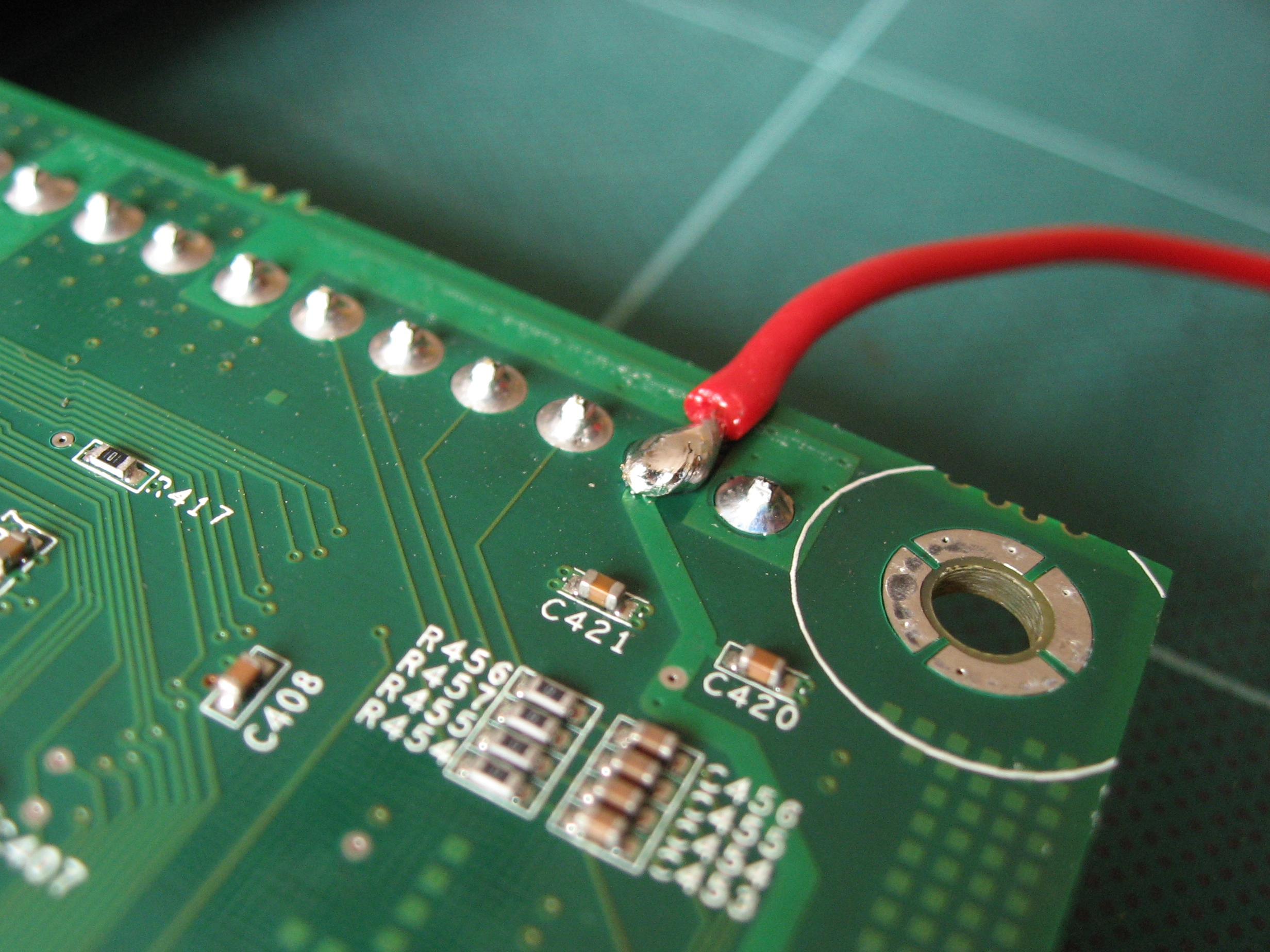
一焊點連接導線的引腳與印刷電路板

銲料（英語：Solder）是在焊接过程熔融以接合金属零件的物料，其熔點需低於被焊物的熔點。由于通常是锡的合金，故又稱銲錫，属于低熔點合金。
焊料根据熔点高低可分为软焊料和硬焊料。一般所稱的焊料為軟焊料，熔點在攝氏90~450度之間 ，軟焊廣泛運用於連接電子零件與電路板、水管配線工程、鈑金焊接等。手焊則經常使用电烙铁。使用熔點高於攝氏450度的焊料之焊接則稱為硬焊（hard soldering）、銀焊（silver soldering）、或銅焊（copper brazing）。
一定成分比例組成的共晶合金具有固定熔點，而非共晶合金擁有分別的固相溫度及液相溫度，當銲料處在固相溫度及液相溫度之間時，會呈現固態粒子散佈在液態金屬的膏狀。焊接電子電路時，若焊料仍未完全融化就移除熱源，會造成不良的電路連結，稱之為冷焊點（cold solder joint），共熔合金沒有固液共存的溫度範圍，較能防止上述問題。不過，拭接鉛管的接頭（wiped joint）反而是趁焊料冷卻至固液混合的膏狀時，塗抹平整並確保無縫不漏水。
電路板經常需要焊接以連接電子零件，市面上有不同直徑的松香芯焊絲可供手焊電子電路板之用。另外也有焊錫膏、(圓環等)特殊形狀的薄片供不同情況使用，以利工業機械化生產電路板。錫鉛銲料從以往至今即被廣泛使用於軟焊接，尤其對手焊而言為優良的材料，但為避免鉛廢棄物危害環境，產業界逐漸淘汰錫鉛銲料改用無鉛銲料。
焊接水管使用較粗的焊條，電路焊接則使用較細的焊絲（或稱焊線），珠寶首飾的焊接焊料經常裁成薄片。
隨著積體電路的尺寸越做越小，人們也希望焊點縮小。电流密度高於104A/cm2 往往會造成电迁移。假若發生电迁移現象，可觀察到錫球焊點往陽極方向形成凸丘（hillock）；往陰極方向形成空洞（void），且分析陽極方向電路的成分顯示，鉛為主要遷移至陽極的物質。

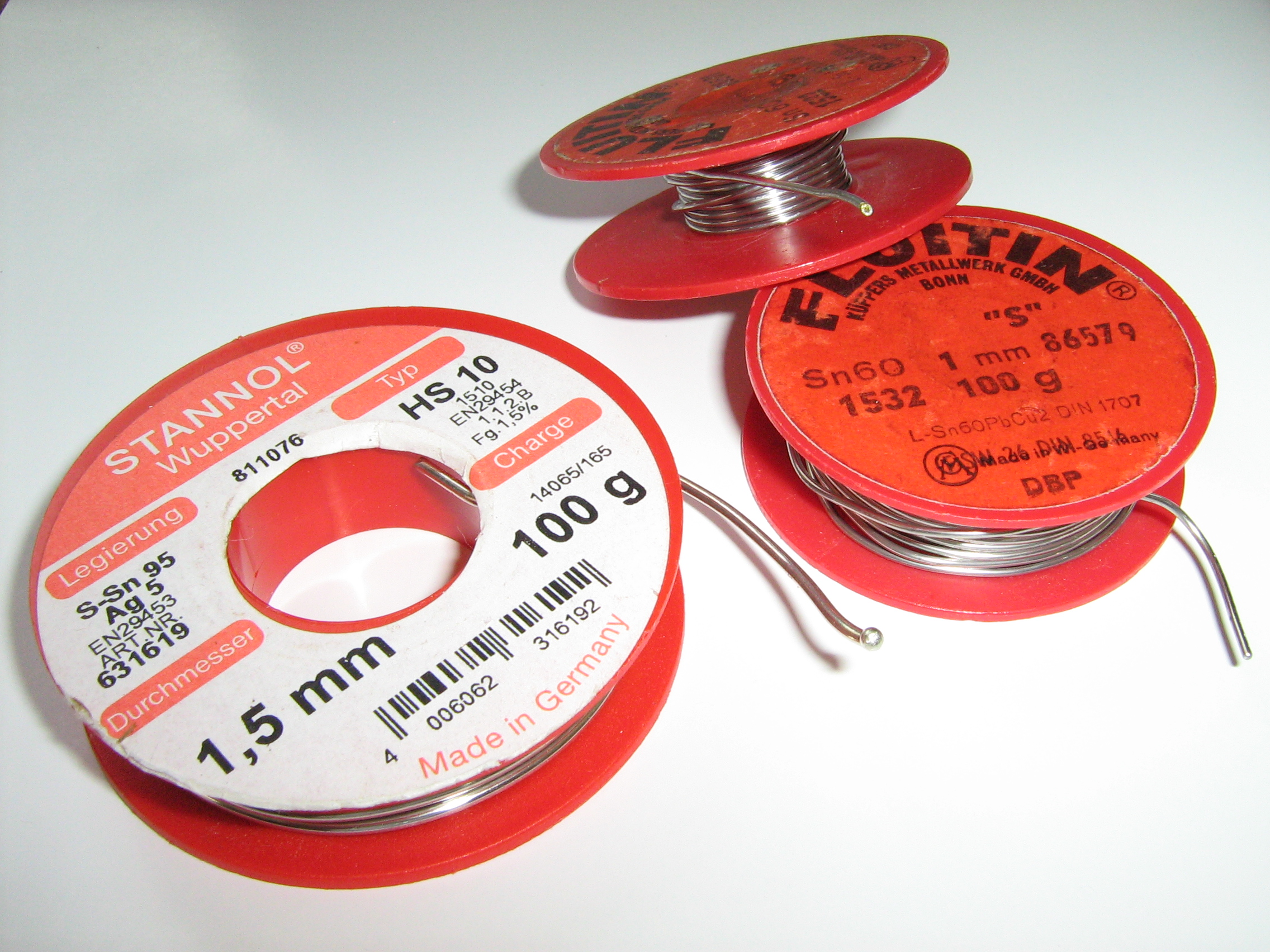
左：無鉛銲料；右：有鉛銲料。

## 含鉛銲料

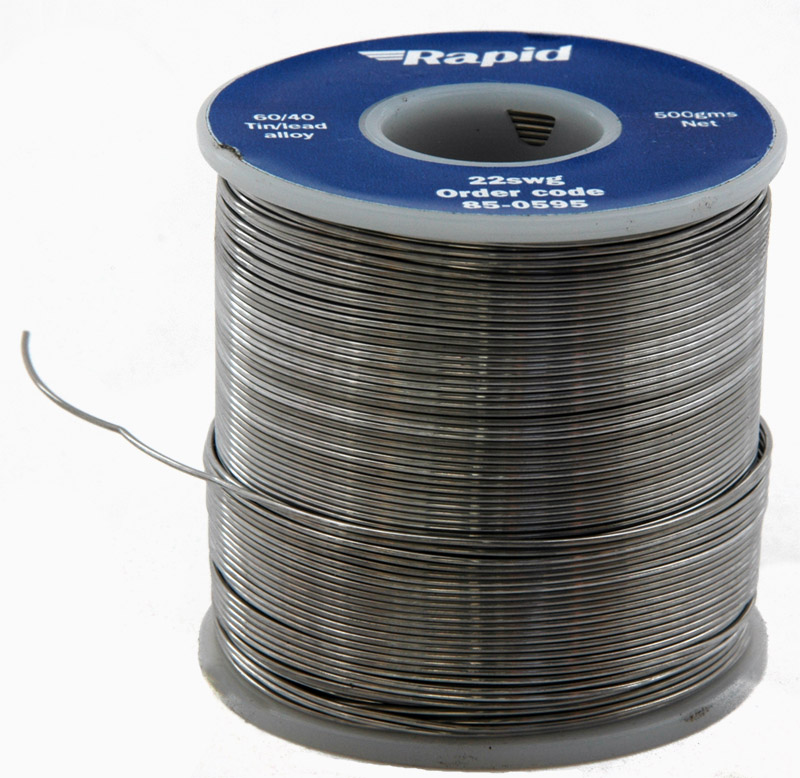
Sn_{60}Pb_{40} 銲線

錫鉛銲料，別名軟焊料（soft solder）。市場上普遍可以購得（以重量計）鉛含量5%至70%的銲料。鉛含量越高，抗拉強度和抗剪強度有增加的趨勢。焊接電子電路常用的焊料為 60/40 錫/鉛及 63/37 錫/鉛。 63/37 錫/鉛是共熔合金，在所有錫鉛合金當中熔點最低，而且是一固定溫度而非一範圍。
早期水管施工則使用鉛含量較高的 50/50 錫/鉛焊料，此比例的合金固化時間較長。焊接完後水電工會擦拭管線，以確保平整及無縫不滲水。雖然人們逐漸意識鉛中毒的嚴重性，但起初認為鉛管釋放至水中的鉛量少可被忽略，直至1980年代美國才開始全面停用鉛管。 銅與鉛、錫存在電極電位差，若銅管與鉛管相連輸送自來水時，鉛容易氧化產生可溶於水的氧化鉛。即使微量的血鉛也有可能會對神經系統及消化系統造成長期慢性傷害 ，所以焊接水管用的焊料不再建議以鉛為原料，而是改用銀、锑和銅，並增加錫的比例。（但現今機械組裝較多，焊接水管較少） 
錫價格比鉛高，但可以提升錫鉛焊料的浸潤能力(鉛的浸潤能力較差)。
電子產業以軟銲技術連接印刷电路板上的零件， 多數採用焊膏而非固體銲料，以便使焊接處較小。
錫鉛銲料易溶解黃金鍍層並形成質脆的金屬互化物，若半導體元件欲焊接黃金，可使用銀鉛錫合金或者鉛銦合金作為銲料。
60/40 錫/鉛焊料氧化後的結構主要可分為四層：最外層為二氧化錫，次一層為氧化亞錫與少量的鉛均勻分布，次一層為氧化亞錫與鉛、錫均勻分布，最底層為未氧化的焊料合金。
焊膏含有量少，然而影響重大的鉛（及一定程度的錫）放射性同位素。放射性同位素所放射的α粒子可能會造成晶片處理資料的軟性錯誤 。釙-210（活躍的α粒子放射源）為主要元兇，來源為鉛-210 β衰变成鉍-210，再經β衰变為釙-210。 另外，其他衰變後的子元素鈾-238和釷-232等亦為銲料合金中的輻射源。

## 無鉛銲料

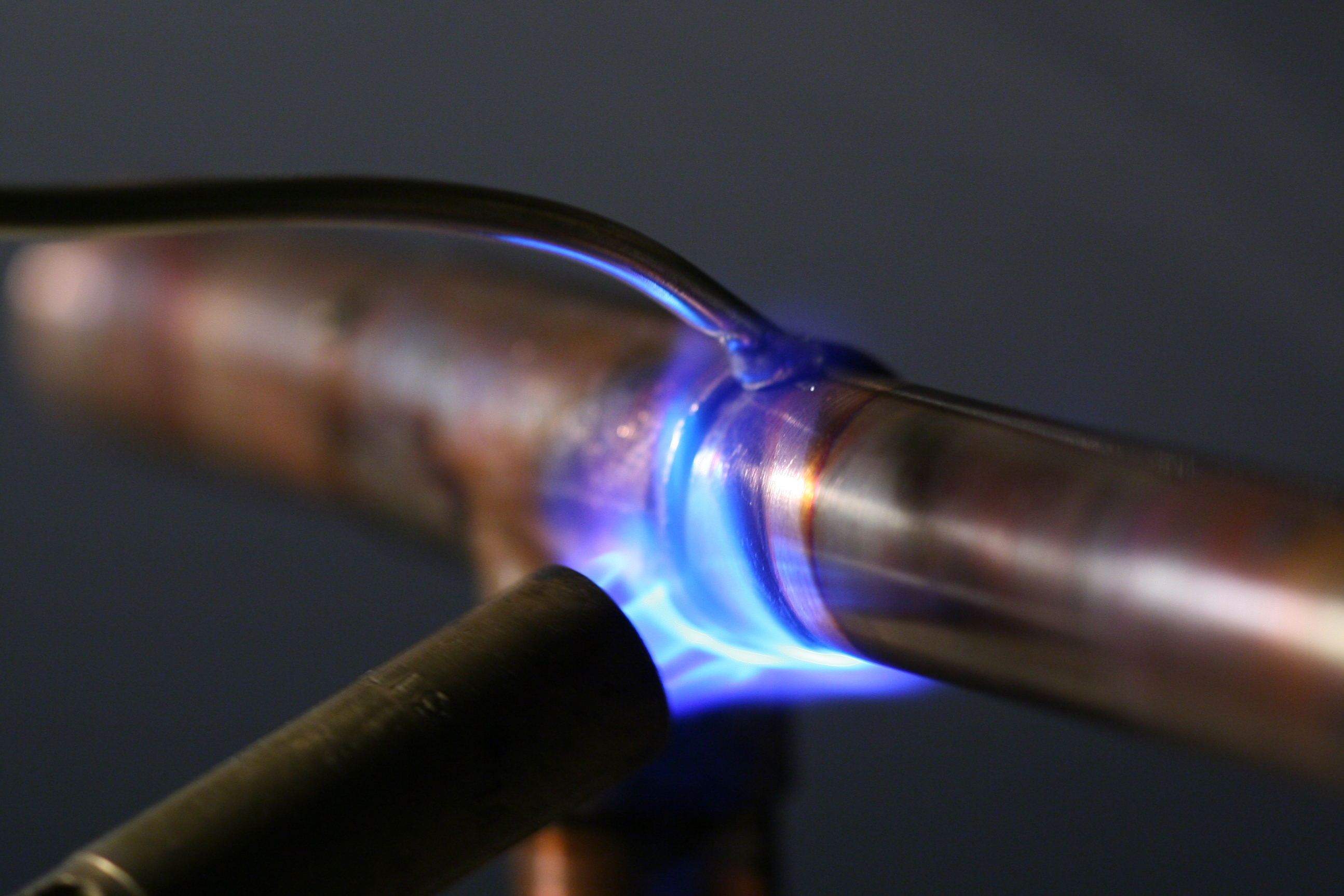
使用瓦斯焊槍和無鉛焊料焊接銅管

2006年7月1日，欧洲联盟先前所發布的廢電子電機設備指令（WEEE）及 危害性物質限制指令（RoHS）生效， 禁止在歐盟販賣含鉛的消費性電子產品，而美國以降低鉛用量為條件，給予製造商降稅優惠，兩者帶動拋棄含鉛銲料的趨勢。無鉛銲料成分包括:錫、銅、銀、铋、铟、鋅、锑等等。最常見取代傳統 60/40 錫/鉛及 63/37 錫/鉛銲料的無鉛銲料，其液化溫度仍比含鉛銲料高5至20 °C ，不過也有液化溫度甚低的無鉛銲料。
在生產印刷電路板方面，現今已有替代性無鉛銲料用於模板套印錫膏製成（silkscreen with solder paste soldering）。無鉛銲料含錫量較高，由於錫在高溫時易與其他金屬結合，若波焊接（wave-soldering）操作中採用無鉛銲料，易侵蝕傳統鐵質熔爐，減少壽命。熔爐加上一層钛襯裡等等改造有助於降低熔爐的保養費用。因為無鉛銲料的發展較晚，尚未徹底完全釐清其材料特性，一般認定某些產業的精密設備較不適宜使用無鉛銲料，如:航太工業及醫學儀器。晶鬚（Tin whisker）在無鉛製程比有鉛製程時容易生成。早期電子產業即發現晶鬚現象，並發現焊料加鉛可改善此問題。
過半的日本廠商使用錫銀銅銲料於回流焊接（reflow soldering）及波焊製程。錫銀銅合金銲料之所以被廣泛使用，乃基於錫銀銅三元共熔點（217 ˚C）比 96.5/3.5 錫銀（以重量計）共熔點（221 °C）和 99.3/0.7 錫銅共熔點（227°C）( Snugovsky 教授則主張共熔比例99.1/0.9)低。
部分研究嘗試加入微量第4周期元素至錫銀銅銲料，著眼於解決無鉛銲料生成的不良合金介面 (如: Ag3Sn)，及其引起的元件損壞、焊接面剝離等不良的後果。舉例：錫3.5銀0.74銅0.21鋅（熔化範圍 217–220 ˚C）及錫3.5銀0.85銅0.10錳（熔化範圍 211–215 ˚C）。
錫基焊料易於溶解金，形成質脆的金屬互化物。錫鉛合金溶解金的臨界濃度為4%（以重量計）。金溶解於銦的溶解速率遠低於溶解於鉛、錫，铟基焊料（通常為铟鉛）因而更合適用於焊接金質零件。錫基焊料也易於溶解銀，若需焊接銀質零件，則是使用含銀的焊料，如果可以接受較差浸潤能力，無錫焊料也是另一種選擇。
無鉛銲料的楊氏模量較含鉛銲料高，與含鉛焊料相比受應力形變較易脆裂。而印刷電路板布滿眾多微小的電子零件，因此當受到(熱)應力彎曲時，連接元件及線路的焊錫點結構強度會惡化並可能斷裂，即所謂的焊料裂紋 (solder cracking)。 此外，當不同金屬一起加熱，其接觸面發生科肯德爾效應，產生微觀下為數眾多的空穴。反覆的加熱冷卻會產生更多空穴，往往促成焊料裂紋，導致產品壽命縮短。

## 助焊剂

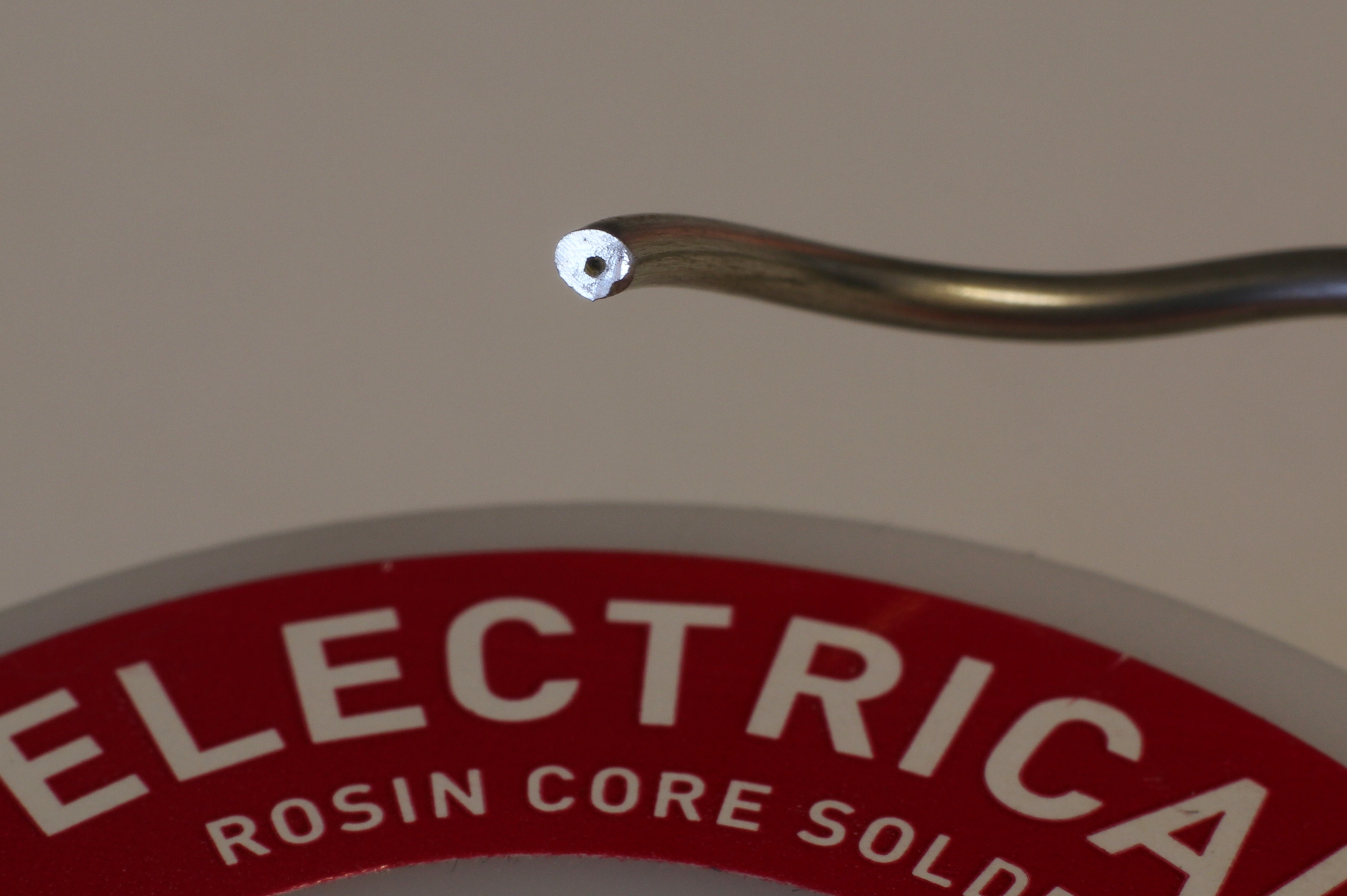
機電焊接用焊錫，內含松香芯，圖中焊線中心黑點。

助焊劑（亦稱為助熔劑）在焊接中扮演还原剂的角色，將高溫下焊點的金屬氧化物還原為金屬，進而增加焊接品質。助焊劑的種類主要有兩者，酸性助焊劑用於金屬接補和水電管路，松香助焊劑用於電子製造產業。由於高溫下酸液及酸霧具腐蝕性，會損傷電路零件，故含強酸成份的助焊劑通常不用於電子製造產業。
有鑑於日益嚴峻的空氣污染及有害廢棄物，因此電子產業逐漸揚棄松香，採用水溶性助焊剂，以降低烴類溶劑用量。
相較過往使用全金屬焊材並手工塗抹助焊剂於焊接處，二十世紀中葉手銲操作即採用焊剂芯焊線。焊線至少內含一條與焊線等長的焊劑芯，當焊線融化時，助焊剂已成液態並釋放至焊接處。

## 硬焊料
硬焊料（hard solder）熔點高於攝氏450度，以銅鋅及銅銀合金焊料最為常見。
製作銀器及珠寶首飾，需使用經過檢驗的特殊硬焊料。這類焊料通常與被焊物金屬的成分比例相似，且不含鉛，有不同硬度、種類，通常以熔點分為"enameling"、 "hard"、"medium"及"easy"（ 硬度及熔點依順序遞減）。Enameling 焊料的熔點為四者之最，甚至接近被焊物自身熔點，以防其他加熱過程中銲料熔化。為了避免焊接之際，先前已經完成焊接的部分融化，加工過程中應依次分批使用熔點不同的焊料。同理可知，成品的修補工作通常使用Easy 焊料。另外，塗抹助焊剂或氧化铁也有助於防止已焊接處融化。

## 介金屬化合物
|    | 锡                                       | 铅                | 铟                         |
| -- | ---------------------------------------- | ----------------- | -------------------------- |
| 铜 | Cu4Sn, Cu6Sn5, Cu3Sn, Cu3Sn8             |                   | Cu3In, Cu9In4              |
| 镍 | Ni3Sn, Ni3Sn2, Ni3Sn4 NiSn3              |                   | Ni3In, NiIn Ni2In3, Ni3In7 |
| 鐵 | FeSn, FeSn2                              |                   |                            |
| 銦 | In3Sn, InSn4                             | In3Pb             | –                          |
| 锑 | SbSn                                     |                   |                            |
| 铋 |                                          | BiPb3             |                            |
| 銀 | Ag6Sn, Ag3Sn                             |                   | Ag3In, AgIn2               |
| 金 | Au5Sn, AuSn, AuSn2, AuSn4                | Au2Pb, AuPb2      | AuIn, AuIn2                |
| 钯 | Pd3Sn, Pd2Sn, Pd3Sn2, PdSn, PdSn2, PdSn4 |                   | Pd3In, Pd2In, PdIn Pd2In3  |
| 铂 | Pt3Sn, Pt2Sn, PtSn, Pt2Sn3, PtSn2, PtSn4 | Pt3Pb, PtPb PtPb4 | Pt2In3, PtIn2, Pt3In7      |

- Cu6Sn5 – 常見於銅焊接面，錫過量時較Cu3Sn優先形成，錫存在時可形成化合物 (Cu,Ni)6Sn5 。
- Cu3Sn – 常見於銅焊接面，銅過量時較Cu6Sn5優先形成，熱含量較 Cu6Sn5少，高溫時較容易產生。
- Ni3Sn4 – 常見於含錫焊料與鎳質焊接面。
- FeSn2 – 形成速率緩慢。
- Ag3Sn – 加熱銀含量高 (高於 3%) 的錫合金易產生，容易成為微裂縫的起始處。
- AuSn4 – β相，質脆，錫過量時形成。錫基焊料與鍍金層焊接處易脆裂。
- AuIn2 – 形成於金與銦鉛焊料的邊界，能防止金進一步溶解於銲料合金。

## 玻璃焊料
將玻璃與玻璃,陶瓷器, 金屬, 半導體, 雲母等物件焊接成一體的技術稱為玻璃介質接合。玻璃焊料必須在一定的溫度下達到高流動性及浸潤能力，以防過高溫度，被焊物或其周遭配件（晶片的金屬層或陶瓷基材）無法承受，形變或結構破壞。通常溫度設定在450至550 °C。
玻璃焊料分為兩種: 玻璃質(vitreous)及微晶（devitrifying或者crystallizing）。玻璃質焊料可重複融化再凝固，保有非晶形的分子堆疊結構，特性不變，質地相對透明。微晶焊料冷卻固化，形成晶相與玻璃相均勻分布的微晶聚集體，為一種玻璃陶瓷。微晶焊料（焊接後）機械鍵(mechanical bond)強，但對溫度敏感度高，不易掌握，接縫可能龜裂，其多晶體結構並不透光。 微晶焊料具有"熱固性"，再結晶排列後熔點急遽升高，隨後的高溫真空烘烤並不影響焊接處。微晶焊料通常加入多達 25% 的氧化鋅，用於映像管（陰極射線管）的微晶焊料，主成分為一氧化鉛、三氧化二硼、氧化鋅等。
由鉈、砷、硫等等元素依配方組成的三元混合物，屬於無氧玻璃，融化範圍 200–400 °C，用於密封電子器材中印刷電路板與玻璃。 。矽硼酸鋅玻璃可作為電子零件的鈍化保護層，其熱膨脹係數必須與矽（及其他半導體零件）相稱，且不含鹼金屬以免鹼金屬滲入半導體造成故障。
玻璃焊料與被焊物之間的鍵結小部分為共價鍵，大部分為凡德瓦力。 真空技術常常需要用到玻璃焊料， 功用為連接零件的密封膠，以及玻化釉(vitreous enamel)塗層，足以降低鐵滲透氫氣的能力至十分之一。 玻璃焊料也運用於玻璃與金屬材料封接及玻璃陶瓷與金屬材料封接技術。
玻璃焊料亦可製成小於60微米的玻料粉劑，使用時簡便地混合水、酒精成糊狀，或著混合硝化纖維有機溶劑（乙酸戊酯）等合適的黏著劑以利黏結。黏著劑應在焊料融化前燃燒或揮發殆盡，並要求精準的火候及火勢控制。玻璃材質的焊料 可先加熱至熔融狀態再塗抹在待接合處。由於一氧化鉛含量高（通常70–85%）的鉛玻璃黏度低且軟化點低，經常被使用。其他原料的化學成分一般為硼酸鹽（加鉛硼玻璃或硼矽玻璃），可添加少量的氧化鋅及氧化铝以增加化學穩定性。磷玻璃可用於矽晶片製造，並添加氧化鋅、三氧化二铋、及氧化銅等調整熱膨脹係數並降低軟化點。另一方面，添加鹼金屬氧化物雖可降低軟化點，卻會增加熱膨脹係數。
玻璃焊料經常使用於電子封裝，雙列直插封裝即是一項例子。膠囊封裝(encapsulation)過程中，水的逸氣(Outgassing)是早期雙列直插封裝(CERDIP)積體電路高失敗率的主因。如果要進行故障分析及逆向工程，移除陶瓷罩等等破壞玻璃焊接接縫以取出晶片，建議採用加熱剪切(shearing)法，若不願承受晶片損壞的風險，則改為抛磨掉陶瓷罩，安全但耗時。

## 另請參見
- 危害性物質限制指令

## 外部鏈接
- .  25 (第11版). London: 374. 1911.
- Phase diagrams of different types of solder alloys （页面存档备份，存于）